# コパ・チーバス
コパ・チーバス（Copa Chivas）は、メキシコ・ハリスコ州・グアダラハラで行われるユース年代の大会で、毎年1月に開かれるU-17、U-18を対象とした国際サッカー大会である。

## 概要
グアダラハラを本拠地とするチーバス・グアダラハラが、若手（ユース）サッカー選手の育成と強化のために始めた世界規模の大会で、これまでに北米、中南米、カリブ各国のクラブチーム、ナショナルチームの各ユースに加え、ヨーロッパ、ロシア方面からも多くの選手団が参加している。

## 結果と戦績
| 年度 | 優勝チーム             | U-17日本代表の戦績 |
| ---- | ---------------------- | ------------------ |
| 2007 | チーバス・グアダラハラ | ベスト4            |
| 2008 | チーバス・グアダラハラ | グループリーグ敗退 |
| 2009 | モンテレイ             | グループリーグ敗退 |
| 2010 | メキシコ代表           | 準優勝             |

※2011年は中止となった（2012年から再開の予定）。

## 日本からの参加チーム
- U-17日本代表: 2007年, 2008年, 2009年, 2010年
- FC東京U-18: 2010年
- 横浜F・マリノスユース: 2014年
- 浦和レッズユース: 2015年, 2016年, 2019年

## 主な出場選手
- 山田直輝 （2007年、U-17日本代表）
- 米本拓司 （2007年、U-17日本代表）
- 指宿洋史 （2008年、U-17日本代表）
- 原口元気 （2008年、U-17日本代表）
- 宇佐美貴史 （2009年、U-17日本代表、大会得点王を獲得）
- 久保裕也 （2010年、U-17日本代表）